# Ljubno (Karinthië)
Ljubno ob Savinji (Duits: Laufen) is een zelfstandige gemeente in Slovenië in de regio Karinthië. Tot 1995 maakte Ljubno deel uit van de gemeente Mozirje. Tijdens de volkstelling in 2002 werden in de gemeente Ljubno 2701 inwoners geteld. Ljubno ligt in het dal van de Savinja, waar deze zijn nauwe stroom in het dal verbreedt. De plaats wordt voor het eerst vermeld in 1247. In de 15e eeuw verkreeg het marktrechten.

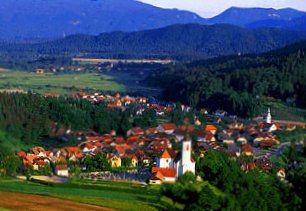
Ljubno

Ljubno vindt in het toerisme een bron van inkomsten die van toenemend belang is. Historisch verdienden vele inwoners hun brood in het hout-vlotten, het via de Savinja vervoeren van gekapt hout. De bosbouw zorgde tevens voor de aanwezigheid van vele zagerijen, waarvan nog enkele in bedrijf zijn.
In het centrum van Ljubno bevinden zich twee kerken: De parochiekerk van de H. Elisabeth en de votiefkerk van de Moeder Gods.

## Plaatsen in de gemeente
Juvanje, Ljubno ob Savinji, Meliše, Okonina, Planina, Primož pri Ljubnem, Radmirje, Savina, Ter
Bistrica ob Sotli · Braslovče · Celje · Dobje · Dobrna · Gornji Grad · Kozje · Laško · Ljubno · Luče · Mozirje · Nazarje · Podčetrtek · Polzela · Prebold · Radeče · Rečica ob Savinji · Rogaška Slatina · Rogatec · Šentjur pri Celju · Slovenske Konjice · Šmarje pri Jelšah · Šmartno ob Paki · Solčava · Šoštanj · Štore · Tabor · Velenje · Vitanje · Vojnik · Vransko · Žalec · Zreče